# Grand Theft Auto (computerspelserie)
Grand Theft Auto (kortweg GTA) is een serie van computerspellen. De spellen zijn een samensmelting van een computerspel en de popcultuur. De serie is gecreëerd door DMA Design, dat na GTA III Rockstar North werd, en wordt gepubliceerd door Rockstar Games.

## Spellen
De spellen kunnen niet gezien worden als opvolgers van elkaar, hoewel sommige spellen wel onderling verbonden zijn, zoals de Grand Theft Auto III-serie waarin de spellen veel overeenkomsten met elkaar hebben. De spellen hebben wel criminaliteit als thema en de vrijheid om te doen wat de speler zelf wil als gemeenschappelijke factor. Het belangrijkste onderdeel om verder te geraken in het spel is het uitvoeren van missies, die verkregen kunnen worden van diverse opdrachtgevers. Zo kan men zich opwerken in de rangen van de plaatselijke misdaadscène. Deze opdrachtgevers waren overigens niet altijd zo aanwezig, in GTA I en GTA II kreeg de speler vooral telefonische opdrachten. De opdrachten volgen elkaar niet direct op, tussen de opdrachten heeft de speler een vrije keuze om te doen wat hij of zij wil. De speler kan dan in het reeds vrijgespeelde stuk stad lopen, rijden (met een gestolen auto, brommer of motor) of fietsen. De mogelijkheden zijn immens, er kunnen stunts uitgevoerd worden, men kan prostituees oppikken, chaos veroorzaken door op voetgangers of politiemannen te schieten, de metrosporen blokkeren, over de stad vliegen en nog zoveel meer. Sinds GTA: San Andreas is uitgebracht zijn er nog meer mogelijkheden. De speler kan nu basketballen, met monstertrucks rondrijden, auto's tunen, zwemmen, zijn of haar uiterlijk veranderen, skydiven, gokken in een casino en nog veel meer. Ook is het mogelijk om geld bij te verdienen door een bijbaantje. Zo kan de speler taxichauffeur worden, pizzabezorger, ambulancebestuurder, politieagent (vigilante) of brandweerman.
Tot nu toe zijn de volgende spellen verschenen (in era's):

### Grand Theft Auto
- Grand Theft Auto (1997: MS-DOS, Windows, PlayStation; 1999: Game Boy Color)
  - Grand Theft Auto: London, 1969 (1999, uitbreiding)
    - Grand Theft Auto: London, 1961 (1999, uitbreiding op twee bovenstaande, alleen verkrijgbaar in downloadbare vorm)

### Grand Theft Auto 2
- Grand Theft Auto 2 (1999: Windows, PlayStation; 2000: Dreamcast, Game Boy Color)

### Grand Theft Auto III
- Grand Theft Auto III (2001: PlayStation 2; 2002: Windows; 2003: Xbox; 2010: OS X; 2011: iOS, Android; 2012: PlayStation 3; 2015: PlayStation 4)
- Grand Theft Auto: Vice City (2002: PlayStation 2; 2003: Windows, Xbox; 2010: OS X; 2012: iOS, Android; 2013: PlayStation 3; 2015: PlayStation 4)
- Grand Theft Auto: San Andreas (2004: PlayStation 2; 2005: Windows, Xbox; 2008: Xbox 360; 2010: OS X; 2012: PlayStation 3; 2013: iOS, Android; 2014: Windows Phone; 2015: PlayStation 4)
- Grand Theft Auto Advance (2004: Game Boy Advance)
- Grand Theft Auto: Liberty City Stories (2005: PlayStation Portable; 2006: PlayStation 2; 2013: PlayStation 3; 2015: iOS; 2016: Android)
- Grand Theft Auto: Vice City Stories (2006: PlayStation Portable; 2007: PlayStation 2; 2013: PlayStation 3)

### Grand Theft Auto IV
- Grand Theft Auto IV (2008: Xbox 360, PlayStation 3, Windows)
  - Grand Theft Auto IV: The Lost and Damned (2009, uitbreiding)
  - Grand Theft Auto IV: The Ballad of Gay Tony (2009, uitbreiding)
- Grand Theft Auto: Chinatown Wars (2009: Nintendo DS, PlayStation Portable; 2010: iOS; 2014: Android)

### Grand Theft Auto V
- Grand Theft Auto V (2013: PlayStation 3, Xbox 360; 2014: PlayStation 4, Xbox One; 2015: pc; 2022: Remaster 'GTA V Expanded & Enhanced' PlayStation 5, Xbox Series X/S, 2025: Remaster 'GTA V Enhanced' voor pc)

### Grand Theft Auto VI
- Grand Theft Auto VI (verwacht op 26 mei 2026 voor PlayStation 5 en Xbox Series X/S)

### Remaster
In 2021 verscheen Grand Theft Auto: The Trilogy - The Definitive Edition (Windows, Nintendo Switch, PlayStation 4, Xbox One, PlayStation 5 en Xbox Series X/S), iOS en Android, een geremasterd compilatiespel met daarin GTA III (2001), Vice City (2002) en San Andreas (2004).

## Locaties

### Fictieve locaties
- Liberty City – Een stad die gebaseerd is op New York. Liberty City kent drie weergaven en wordt gebruikt in: Grand Theft Auto, Grand Theft Auto III, Grand Theft Auto Advance, Grand Theft Auto: Liberty City Stories, Grand Theft Auto IV, Grand Theft Auto: Chinatown Wars en in een van de missies van Grand Theft Auto: San Andreas.
- Vice City – Een stad die gebaseerd is op Fort Lauderdale (Miami). Vice City kent drie weergaven en wordt gebruikt in Grand Theft Auto, Grand Theft Auto: Vice City, Grand Theft Auto: Vice City Stories en Grand Theft Auto VI.
- San Andreas – Een staat die gebaseerd is op de Amerikaanse westkust. San Andreas kent twee weergaven, in Grand Theft Auto: San Andreas is de staat gebaseerd op Californië en Nevada, met de drie hoofdsteden:
  - Los Santos, gebaseerd op Los Angeles
  - San Fierro, gebaseerd op San Francisco
  - Las Venturas, gebaseerd op Las Vegas

Grand Theft Auto V speelt zich ook af in de staat San Andreas en is daar gebaseerd op Zuid-Californië.
- Anywhere City – Wordt gebruikt voor Grand Theft Auto 2.
- Carcer City – De locatie waar Manhunt & Manhunt 2 zich afspelen. Deze fictieve stad heeft een bijrolletje in een aantal GTA-spellen.
- North Yankton – Een staat die gebaseerd is op North Dakota. North Yankton kent één weergave en wordt gebruikt in twee van de missies van Grand Theft Auto V, met het kleine dorp Ludendorff.
- Leonida - Een staat die gebaseerd is op Florida (staat). Leonida kent één weergave, in Grand Theft Auto VI.

### Niet-fictieve locaties
- Londen – Wordt gebruikt in Grand Theft Auto: London, 1969 en Grand Theft Auto: London, 1961.
- Manchester – Wordt gebruikt als uitbreiding voor Grand Theft Auto: London, 1961.
- Salford – Wordt gebruikt in de introfilm The Introduction die bij GTA: San Andreas hoort.

## Personages

### Protagonisten
- Claude Speed – Grand Theft Auto 2 (mogelijk), Grand Theft Auto III. Komt ook even voor in Grand Theft Auto: San Andreas. Claude is hoogstwaarschijnlijk Amerikaans of Brits.
- Tommy Vercetti – Grand Theft Auto: Vice City. Tommy heeft een Amerikaanse nationaliteit, maar aan zijn naam te zien lijkt hij Italiaanse komaf te hebben.
- Carl Johnson – Grand Theft Auto: San Andreas. Carl Johnson is een Afro-Amerikaan met Amerikaanse nationaliteit.
- Mike – Grand Theft Auto Advance. Hij is waarschijnlijk Brits of Amerikaans.
- Toni Cipriani – Grand Theft Auto: Liberty City Stories. Komt ook voor in GTA III. Toni is waarschijnlijk Italiaans, of deels Italiaans.
- Victor Vance – Grand Theft Auto: Vice City Stories. Komt ook even voor in GTA: Vice City. Hij is half Dominicaan, half Amerikaan.
- Niko Bellic – Grand Theft Auto IV. Niko is geboren in het voormalige Joegoslavië, in de Servische republiek van Bosnië en Herzegovina.
- Jonathan "Johnny" Klebitz – Grand Theft Auto IV: The Lost and Damned. Komt ook even voor in GTA V. Hij is een Joodse Amerikaan.
- Luis Fernando Lopez – Grand Theft Auto IV: Ballad of Gay Tony. Luis is een Dominicaan.
- Huang Lee – Grand Theft Auto: Chinatown Wars. Huang Lee is een Chinees.
- Michael De Santa – Grand Theft Auto V, Amerikaans.
- Franklin Clinton – Grand Theft Auto V, Afro-Amerikaans.
- Trevor Philips – Grand Theft Auto V, Canadees.
- Jason Duval - Grand Theft Auto VI.
- Lucia Caminos - Grand Theft Auto VI.

### Overige personages
- Lijst van bendes uit Grand Theft Auto
- Lijst van personages uit Grand Theft Auto III
- Lijst van personages uit Grand Theft Auto: Vice City
- Lijst van personages uit Grand Theft Auto: San Andreas

## Soundtrack
De soundtrack van Grand Theft Auto heeft al vanaf het begin een grote rol gespeeld. In de originele GTA was in totaal 60 minuten aan muziek te horen, maar dat is later uitgebreid naar ongeveer 60 minuten per radiostation. Er zijn in GTA: San Andreas 11 radiostations beschikbaar, onder verschillende soorten zenders: praatradio's, zenders met disco, pop, rock, country, enzovoort. Ook nieuw in GTA: San Andreas is dat de speler soms over zichzelf hoort spreken op de radio (als de speler bijvoorbeeld net een missie heeft volbracht) wat het idee van een levende stad nog groter maakt. Op de pc-versie van zowel GTA III, GTA: Vice City, GTA: San Andreas als GTA IV is het mogelijk eigen mp3's in een radiostation te zetten. Het is op de PlayStation Portable (PSP) ook mogelijk om eigen muziek te luisteren in GTA: Liberty City Stories en GTA: Vice City Stories, al werkt dit alleen in combinatie met een speciaal programma dat een audio-bestand omzet in het goede bestandsformaat.

## Graphics
GTA 1 en 2 speelden zich af in een top-downperspectief, een vogelperspectief, waarin de speler de hele stad van boven zag. Vanaf GTA III is het spel volledig in 3D te spelen. Velen dachten dat het niet mogelijk zou zijn het immense gevoel van vrijheid te creëren uit de vorige delen vanwege het feit dat de 3D-technieken nog niet ver genoeg gevorderd waren. Dat liep echter helemaal anders: de stad uit GTA III was levendiger dan eender welke stad uit een ander computerspel in die tijd. In GTA III was het nog steeds mogelijk om in vogelperspectief te spelen, dit is in de latere spellen niet meer mogelijk gemaakt. In Grand Theft Auto IV is voor het eerst gewerkt met de Rockstar Advanced Gaming Engine (RAGE), die nog veel meer realisme toeliet.
De eerste spellen (op GTA 1 na) speelden zich altijd af in één stad, maar met de komst van GTA: San Andreas veranderde dat. Dit spel introduceerde een nagemaakte staat, met daarin drie steden en een aantal kleine dorpen. Dit betekende een vier keer zo grote kaart als in GTA: Vice City, waardoor de speler minutenlang kon rondrijden zonder ook maar andere mensen of auto's tegen te komen. In GTA IV is dit weer een grote stad geworden, maar met verschillende eilanden.

## Geschiedenis
Het eerste spel is hoogstwaarschijnlijk gebaseerd op de gelijknamige film van Ron Howard. GTA III vertoont weer veel overeenkomsten met de films Goodfellas en The Godfather. Bij GTA: Vice City waren er duidelijk invloeden van Scarface en Miami Vice zichtbaar en van GTA: San Andreas komt de inspiratie van Boyz n the Hood en Menace II Society.
Vanaf GTA III was er een deal gesloten met Sony waarbij de spellen het eerst op de PlayStation 2 werden uitgebracht, en later pas op pc en Xbox. Deze deal liep af na het uitbrengen van GTA: San Andreas, en GTA IV is tegelijkertijd op de Xbox 360 en de PlayStation 3 verschenen.

## Invloed
De GTA-spellen hadden al vanaf deel 1 invloed op de spelindustrie, maar pas toen deel 3 verscheen werden er veel ideeën uit de GTA-reeks in andere spellen gebruikt. De volledig in 3D weergegeven stad was nieuw voor die tijd en de vrijheid te gaan en staan waar je wilt, het zogeheten openwereldspel, kende veel succes. Het is dan ook niet verwonderlijk dat veel andere spelontwikkelaars aspecten van de GTA-reeks in hun spel gingen verwerken. In veel spellen is de speler nu ook minder afhankelijk van de missies, in andere spellen kan die ook voertuigen stelen en vrij rondlopen. Zo heeft Nintendo in 2013 voor de Wii U het spel LEGO City Undercover uitgebracht, een op GTA geïnspireerd spel met LEGO.

### Kritiek
Advocaat Jack Thompson heeft aan Microsoft gevraagd om GTA niet op de Xbox 360 uit te brengen, omdat het te gewelddadig zou zijn. Uiteindelijk heeft Microsoft besloten om het spel toch op de markt te brengen voor zijn spelconsole.

## Modificaties
Verschillende gemeenschappen hebben zich opgericht rondom GTA, die aanpassingen (mods) aanbieden voor het originele spel, zoals nieuwe uiterlijken van personages (skins), nieuwe voertuigen, een uitbreiding of zelfs een geheel vernieuwde spelwereld, nieuwe wapens, nieuwe missies en zelfs zijn er mogelijkheden om GTA online te gaan spelen, zoals bijvoorbeeld Multi Theft Auto en SA-MP (voor GTA: San Andreas). Ook zijn er diverse hulpprogramma's, waarmee iemand zelf aanpassingen kan maken.

## Trivia
- Grand Theft Auto wordt gebruikt als grap in een reclame van Coca-Cola uit 2007. Het reclamefilmpje is in GTA-stijl en de persoon in het filmpje, die iedereen juist probeert te helpen, vertoont veel overeenkomsten met een hoofdpersoon uit GTA.
- In de The Simpsons Movie kan men Homer Grand Theft Walrus zien spelen, wat bedoeld is als parodie op GTA. De speler kan een parodie op GTA spelen in The Simpsons Game, in het level genaamd Grand Theft Scratchy.
- In de parodiefilm Meet The Spartans lijkt het even of Leonidas een personage uit de GTA-serie is.

### Soundtracks
- Grand Theft Auto III (soundtrack)
- Grand Theft Auto: Vice City (soundtrack)
- Grand Theft Auto: San Andreas (album)
- Grand Theft Auto: Liberty City Stories (soundtrack)
- Grand Theft Auto: Vice City Stories (soundtrack)
- Grand Theft Auto IV (soundtrack)